# Santo Domingo (Antioquia)
Santo Domingo es un municipio de Colombia, localizado en la subregión Nordeste del departamento de Antioquia. Limita por el norte con los municipios de Yolombó y Cisneros, por el este con el municipio de San Roque, por el sur con los municipios de Alejandría y Concepción, y por el oeste con los municipios de Barbosa, Donmatías y Santa Rosa de Osos. Santo Domingo es también célebre por ser la cuna de varios escritores, entre ellos el más conocido es Tomás Carrasquilla (1858 - 1940) del cual se conserva su casa natal. En 1993 el director de cine Víctor Gaviria rodó la obra Simón El Mago en el municipio con personajes locales para representar el cuento del autor antioqueño.

## Historia
El caserío de Santo Domingo fue fundado en 1778 por Don Juan Gregorio Duque. En 1757 Santo Domingo alcanzó la categoría de partido, dependiendo del municipio de Rionegro. En 1811 alcanzó la categoría de distrito parroquial y en 1814 fue erigido a municipio. 
En 1778 recibió el nombre de Santo Domingo porque el lugar estaba en la Región Real de Minas y Montañas de Santo Domingo y porque la capilla levantada allí fue consagrada a Santo Domingo de Guzmán.
Nombres antiguos del municipio: Real de Minas, Montañas de Santo Domingo y San Miguel de Santo Domingo.
Se le conoce como "La cuna del costumbrismo", pues allí nació, en 1858, el escritor Tomás Carrasquilla, quien creó un particular estilo de narración que refleja la cultura de los campesinos antioqueños. El clima de esta localidad es frío y entre sus muchos atractivos naturales, como los caminos rurales y los charcos, están los termales de la vereda Los Naranjos.
En el año 2008, se cumplieron 150 años del nacimiento de ilustre escritor Tomás Carrasquilla, motivo por el cual en el municipio se realizaron actividades en honor a él por parte de sus habitantes.

## Generalidades
- Fundación: El 12 de enero de 1778
- Erección como municipio: 1814
- Fundadores: La fundación se atribuye a varias personas: Principalmente a don Juan Gregorio Duque y a su hijo Felipe Duque
- Apelativos del municipio: Cuna del Costumbrismo, Capital del biscochito de Antioquia

Por qué recibió su nombre: porque el lugar estaba en la región Real de Minas y montañas de Santo Domingo.
Qué otros nombres ha tenido: Real de Minas; Montañas de Santo Domingo; San Miguel de Santo Domingo.

## Geografía
El municipio de Santo Domingo se encuentra localizado en la cordillera central de los Andes, en el nordeste antioqueño, encercado geográficamente por los ríos Nus y Nare. 

## División Político-Administrativa
Además de su Cabecera municipal. Santo Domingo tiene bajo su jurisdicción los siguientes corregimientos (de acuerdo a la Gerencia departamental):
- Botero
- El Limón
- Porcesito
- Santiago
- Versalles

## Demografía
Población total: 12 394 hab. (2018)
- Población urbana: 2 808
- Población rural: 9 586

Alfabetización: 88.5% (2005)
- Zona urbana: 91.7%
- Zona rural: 87.7%

### Etnografía
Según las cifras presentadas por el DANE del censo 2005, la composición etnográfica del municipio es: 

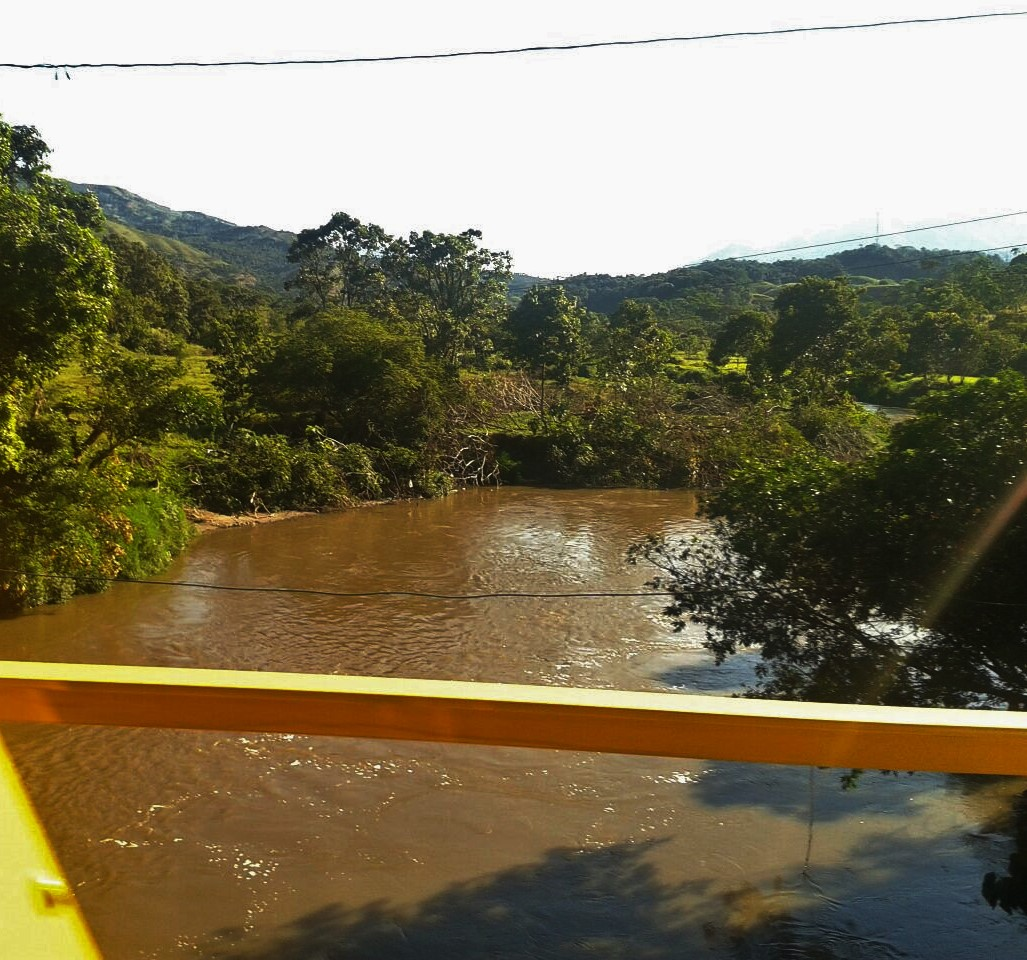
Río Porce, límite entre Santa Rosa de Osos y Santo Domingo, sector de Puente Gabino

- Mestizos & blancos (98,6%)
- Afrocolombianos (1,4%)

## Economía
La economía de Santo Domingo se basa en la ganadería, una fortaleza tradicional del municipio, y en el cultivo de caña de azúcar y café, además de la mínería en metales preciosos como el oro

## Fiestas
- Fiesta permanente, pues se celebra el ani aniversario del natalicio de su más ilustre hijo, el famoso escritor Tomás Carrasquilla.
- Fiestas del Corpus Christi y el altar de San Isidro, sin fecha fija en el mes de mayo o principios de junio
- Fiestas de la antioqueñidad y el desfile de Mitos y leyendas, en le mes de agosto
- Semana de la Juventud y El Deporte con el reinado del folclor municipal, en el mes de octubre
- Feria de ganado cada mes.
- Fiestas del chalan y la ganadería en el primer puente de noviembre (exposición equina, riñas de gallos, feria de ganado)

## Gastronomía
Son especialidades de este distrito las "carisecas" (galletas hechos de maíz capio y panela)horneadas en leña y las "buchisapas" (almojábanas). Además "La gallina enjalmada" nombrada por el maestro Tomás Carrasqilla a Sofía Ospina de Navarro, como un plato que extrañaba de su tierra, estando fuera de ella por muchos años. También posee todo tipo de alimentación típica y asados.

## Sitios de interés

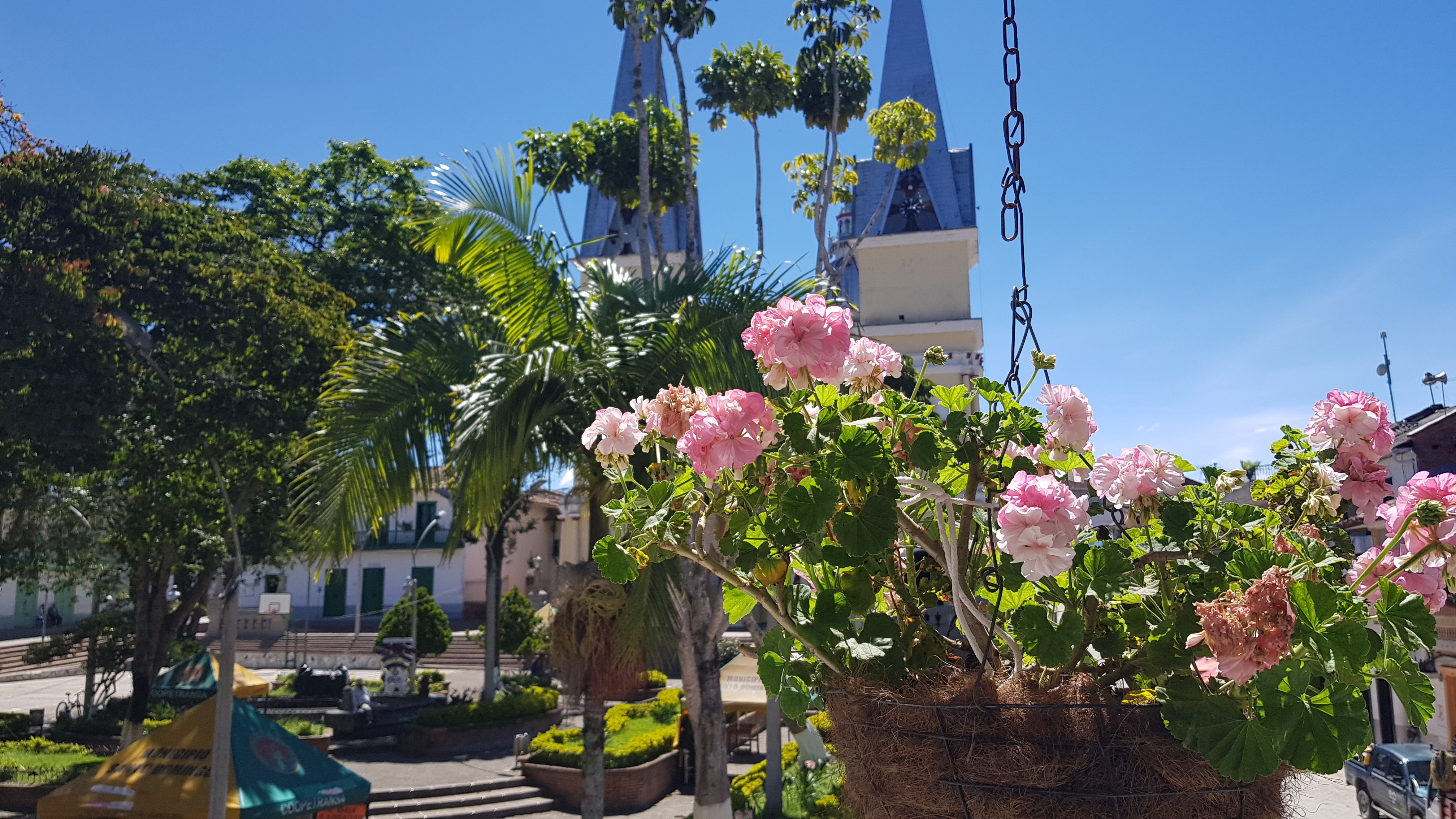
Parque Principal de Santo Domingo, Antioquia desde la Carrera 15

- Parque Principal, se encuentran muy bien conservadas sus casas.
- Iglesia de Santo Domingo de Guzmán
- Capilla del Sagrado Corazón o Capilla del Hospital, con una hermosa fachada diseñada por el arquitecto belga Agustín Goovaerts.
- Casa natal de Tomás Carrasquilla.

Destinos turísticos y ecológicos
- Salto del Pérez, en la vía hacia Alejandría.
- Aguas termales en la vereda los naranjos, vía hacia Alejandría, son 3 piscinas con agua tibia que brota de la montaña, el lugar cuenta con tienda.
- Estación del tren en el corregimiento de Porce y Santiago
- Túnel de la Quiebra, en el corregimiento de Santiago
- Charcos en todos sus corregimientos, son especialmente visitados los de Santiago, Versalles y Porce.
- Cascada´s en la vereda la chorrera, en la vía hacia Cisneros, la primera cascada posee un pequeño charco, y la segunda es una imponente caída de 50 metros en la montaña puede practicarse torrentismo
- Trapiches paneleros